# Liste der Gemeinden im Landkreis Tirschenreuth

Karte des Landkreises Tirschenreuth

Die Liste der Gemeinden im Landkreis Tirschenreuth gibt einen Überblick über die Verwaltungseinheiten des Landkreises. Es gibt 26 politische Gemeinden, von denen 13 eine eigene Verwaltung haben, und 5 Verwaltungsgemeinschaften.

## Legende
- Verwaltungseinheit: Name der Gemeinde und Angabe der Gemeindeart: Gemeinde (–), Markt (M), Stadt (St), Große Kreisstadt (GKSt) oder Name der Verwaltungsgemeinschaft. Einheitsgemeinden wie auch Verwaltungsgemeinschaften sind fett gedruckt
- Wappen: Wappen der Gemeinde
- GT: Gemeindeteile der Gemeinde. Der Wiki-Link ist mit der Gemeindegliederung der jeweiligen Gemeinde verknüpft.
- VG: Zeigt ggf. an, ob eine Gemeinde zu einer Verwaltungsgemeinschaft gehört
- Karte: Zeigt die Lage der Gemeinde im Landkreis
- Fläche: Fläche der Stadt beziehungsweise Gemeinde, angegeben in Quadratkilometer
- Einwohner: Zahl der Menschen, die in der Gemeinde beziehungsweise Stadt leben (Stand: 31. Dezember 2023[1])
- EW-Dichte: Angegeben ist die Einwohnerdichte, gerechnet auf die Fläche der Verwaltungseinheit, angegeben in Einwohner pro km2 (Stand: 31. Dezember 2023[2])
- Statistik: Link zur kommunalen Statistik des Bayerischen Landesamts für Statistik
- Website: Website der Gemeinde bzw. der Verwaltungsgemeinschaft

## Gemeinden
| Verwaltungseinheit                  | Wappen                                  | GT | VG          | Karte                                                                   | Fläche in km²   | Einwohner     | Einwohner je km² | Statistik | Website |
| ----------------------------------- | --------------------------------------- | -- | ----------- | ----------------------------------------------------------------------- | --------------- | ------------- | ---------------- | --------- | ------- |
| Landkreis Tirschenreuth             | Wappen des Landkreises Tirschenreuth    |    |             | Der Landkreis Tirschenreuth                                             | 1084,23 (100 %) | 72147 (100 %) | 67               | [ 3 ]     | [ 4 ]   |
| Verwaltungsgemeinschaft Kemnath     |                                         |    | Kemnath     | Lage der Verwaltungsgemeinschaft Kemnath im Landkreis Tirschenreuth     | 81,57 (7.5 %)   | 7155 (9.9 %)  | 88               |           |         |
| Verwaltungsgemeinschaft Krummennaab |                                         |    | Krummennaab | Lage der Verwaltungsgemeinschaft Krummennaab im Landkreis Tirschenreuth | 34,59 (3.2 %)   | 2525 (3.5 %)  | 73               |           |         |
| Verwaltungsgemeinschaft Mitterteich |                                         |    | Mitterteich | Lage der Verwaltungsgemeinschaft Mitterteich im Landkreis Tirschenreuth | 117,16 (10.8 %) | 8994 (12.5 %) | 77               |           |         |
| Verwaltungsgemeinschaft Neusorg     |                                         |    | Neusorg     | Lage der Verwaltungsgemeinschaft Neusorg im Landkreis Tirschenreuth     | 82,35 (7.6 %)   | 5953 (8.3 %)  | 72               |           | [ 5 ]   |
| Verwaltungsgemeinschaft Wiesau      |                                         |    | Wiesau      | Lage der Verwaltungsgemeinschaft Wiesau im Landkreis Tirschenreuth      | 81,96 (7.6 %)   | 4893 (6.8 %)  | 60               |           |         |
| Bad Neualbenreuth, M                | Wappen der Gemeinde Bad Neualbenreuth   | 23 |             | Lage der Gemeinde Bad Neualbenreuth im Landkreis Tirschenreuth          | 50,14 (4.6 %)   | 1372 (1.9 %)  | 27               | [ 6 ]     | [ 7 ]   |
| Bärnau, St                          | Wappen der Gemeinde Bärnau              | 35 |             | Lage der Gemeinde Bärnau im Landkreis Tirschenreuth                     | 74,42 (6.9 %)   | 3077 (4.3 %)  | 41               | [ 8 ]     | [ 9 ]   |
| Brand                               | Wappen der Gemeinde Brand               | 7  | Neusorg     | Lage der Gemeinde Brand im Landkreis Tirschenreuth                      | 10,28 (0.9 %)   | 1151 (1.6 %)  | 112              | [ 10 ]    | [ 11 ]  |
| Ebnath                              | Wappen der Gemeinde Ebnath              | 7  | Neusorg     | Lage der Gemeinde Ebnath im Landkreis Tirschenreuth                     | 11,03 (1 %)     | 1270 (1.8 %)  | 115              | [ 12 ]    | [ 13 ]  |
| Erbendorf, St                       | Wappen der Gemeinde Erbendorf           | 38 |             | Lage der Gemeinde Erbendorf im Landkreis Tirschenreuth                  | 67,54 (6.2 %)   | 5088 (7.1 %)  | 75               | [ 14 ]    | [ 15 ]  |
| Falkenberg, M                       | Wappen der Gemeinde Falkenberg          | 11 | Wiesau      | Lage der Gemeinde Falkenberg im Landkreis Tirschenreuth                 | 39,25 (3.6 %)   | 918 (1.3 %)   | 23               | [ 16 ]    | [ 17 ]  |
| Friedenfels                         | Wappen der Gemeinde Friedenfels         | 12 |             | Lage der Gemeinde Friedenfels im Landkreis Tirschenreuth                | 16,28 (1.5 %)   | 1195 (1.7 %)  | 73               | [ 18 ]    | [ 19 ]  |
| Fuchsmühl, M                        | Wappen der Gemeinde Fuchsmühl           | 8  |             | Lage der Gemeinde Fuchsmühl im Landkreis Tirschenreuth                  | 14,84 (1.4 %)   | 1540 (2.1 %)  | 104              | [ 20 ]    | [ 21 ]  |
| Immenreuth                          | Wappen der Gemeinde Immenreuth          | 16 |             | Lage der Gemeinde Immenreuth im Landkreis Tirschenreuth                 | 26,44 (2.4 %)   | 1895 (2.6 %)  | 72               | [ 22 ]    | [ 23 ]  |
| Kastl                               | Wappen der Gemeinde Kastl               | 13 | Kemnath     | Lage der Gemeinde Kastl im Landkreis Tirschenreuth                      | 24,75 (2.3 %)   | 1441 (2 %)    | 58               | [ 24 ]    | [ 25 ]  |
| Kemnath, St                         | Wappen der Gemeinde Kemnath             | 39 | Kemnath     | Lage der Gemeinde Kemnath im Landkreis Tirschenreuth                    | 56,82 (5.2 %)   | 5714 (7.9 %)  | 101              | [ 26 ]    | [ 27 ]  |
| Konnersreuth, M                     | Wappen der Gemeinde Konnersreuth        | 17 |             | Lage der Gemeinde Konnersreuth im Landkreis Tirschenreuth               | 23,48 (2.2 %)   | 1868 (2.6 %)  | 80               | [ 28 ]    | [ 29 ]  |
| Krummennaab                         | Wappen der Gemeinde Krummennaab         | 17 | Krummennaab | Lage der Gemeinde Krummennaab im Landkreis Tirschenreuth                | 17,68 (1.6 %)   | 1432 (2 %)    | 81               | [ 30 ]    | [ 31 ]  |
| Kulmain                             | Wappen der Gemeinde Kulmain             | 19 |             | Lage der Gemeinde Kulmain im Landkreis Tirschenreuth                    | 35,55 (3.3 %)   | 2260 (3.1 %)  | 64               | [ 32 ]    | [ 33 ]  |
| Leonberg                            | Wappen der Gemeinde Leonberg            | 20 | Mitterteich | Lage der Gemeinde Leonberg im Landkreis Tirschenreuth                   | 51,33 (4.7 %)   | 1039 (1.4 %)  | 20               | [ 34 ]    | [ 35 ]  |
| Mähring, M                          | Wappen der Gemeinde Mähring             | 19 |             | Lage der Gemeinde Mähring im Landkreis Tirschenreuth                    | 72,92 (6.7 %)   | 1726 (2.4 %)  | 24               | [ 36 ]    | [ 37 ]  |
| Mitterteich, St                     | Wappen der Gemeinde Mitterteich         | 11 | Mitterteich | Lage der Gemeinde Mitterteich im Landkreis Tirschenreuth                | 39,38 (3.6 %)   | 6644 (9.2 %)  | 169              | [ 38 ]    | [ 39 ]  |
| Neusorg                             | Wappen der Gemeinde Neusorg             | 8  | Neusorg     | Lage der Gemeinde Neusorg im Landkreis Tirschenreuth                    | 17,85 (1.6 %)   | 1939 (2.7 %)  | 109              | [ 40 ]    | [ 41 ]  |
| Pechbrunn                           | Wappen der Gemeinde Pechbrunn           | 4  | Mitterteich | Lage der Gemeinde Pechbrunn im Landkreis Tirschenreuth                  | 26,45 (2.4 %)   | 1311 (1.8 %)  | 50               | [ 42 ]    | [ 43 ]  |
| Plößberg, M                         | Wappen der Gemeinde Plößberg            | 38 |             | Lage der Gemeinde Plößberg im Landkreis Tirschenreuth                   | 74,23 (6.8 %)   | 3127 (4.3 %)  | 42               | [ 44 ]    | [ 45 ]  |
| Pullenreuth                         | Wappen der Gemeinde Pullenreuth         | 35 | Neusorg     | Lage der Gemeinde Pullenreuth im Landkreis Tirschenreuth                | 43,19 (4 %)     | 1593 (2.2 %)  | 37               | [ 46 ]    | [ 47 ]  |
| Reuth bei Erbendorf                 | Wappen der Gemeinde Reuth bei Erbendorf | 16 | Krummennaab | Lage der Gemeinde Reuth bei Erbendorf im Landkreis Tirschenreuth        | 16,91 (1.6 %)   | 1093 (1.5 %)  | 65               | [ 48 ]    | [ 49 ]  |
| Tirschenreuth, St                   | Wappen der Gemeinde Tirschenreuth       | 29 |             | Lage der Gemeinde Tirschenreuth im Landkreis Tirschenreuth              | 103,93 (9.6 %)  | 8580 (11.9 %) | 83               | [ 50 ]    | [ 51 ]  |
| Waldershof, St                      | Wappen der Gemeinde Waldershof          | 27 |             | Lage der Gemeinde Waldershof im Landkreis Tirschenreuth                 | 60,37 (5.6 %)   | 4233 (5.9 %)  | 70               | [ 52 ]    | [ 53 ]  |
| Waldsassen, St                      | Wappen der Gemeinde Waldsassen          | 21 |             | Lage der Gemeinde Waldsassen im Landkreis Tirschenreuth                 | 66,52 (6.1 %)   | 6666 (9.2 %)  | 100              | [ 54 ]    | [ 55 ]  |
| Wiesau, M                           | Wappen der Gemeinde Wiesau              | 14 | Wiesau      | Lage der Gemeinde Wiesau im Landkreis Tirschenreuth                     | 42,71 (3.9 %)   | 3975 (5.5 %)  | 93               | [ 56 ]    | [ 57 ]  |